# ラデ・ザゴラック
ラデ・ザゴラック  (Rade Zagorac  ,  1995年8月12日 - )は、ユーゴスラビア (現：セルビア)・ベオグラード出身のバスケットボール選手。ポジションはスモールフォワード。

## 来歴

### セルビア時代
2012年に地元ベオグラードのKKメガ・バスケットでプロデビュー。2015-16シーズンはABAリーグで平均13.1得点 5.9リバウンド 2.4アシストを記録し、NBAのスカウト陣の注目を集めた。

### NBA
ラゴラックは2015年のNBAドラフトにエントリーするも、後に回避。1年後の2016年のNBAドラフトに改めてエントリーを表明。35位でボストン・セルティックスから指名された後、将来の1巡目指名権と引き替えに交渉権がメンフィス・グリズリーズに移動。1年後の2017年7月17日にグリズリーズと正式に契約した。しかし、開幕ロースターに残ることが出来ず、開幕前の解雇された。

### ヨーロッパでのキャリア
2022年9月24日、VTBユナイテッドリーグに所属するアヴトドル・サラトフ（英語版）との契約が発表された。

## セルビア代表
2012年のFIBAU-16世界選手権で優勝。2015年のU-18 3×3 ヨーロッパ選手権でも優勝を経験した。